# 栋什里
栋什里（法語：Donchery，法語發音：[dɔ̃ʃʁi]）是法国大東部大區阿登省的一个市镇，属于色当区。

## 地理
栋什里（49°41'47"N, 4°52'28"E）面积27.36 平方千米，位于法国大東部大區阿登省，该省份为法国北部内陆省份，西接埃纳省，南至马恩省，东临默兹省，北与比利时接壤。
与栋什里接壤的市镇（或旧市镇、城区）包括：舍沃日、格莱尔、色当、巴尔河畔维莱、弗里涅默兹、弗里涅欧布瓦。

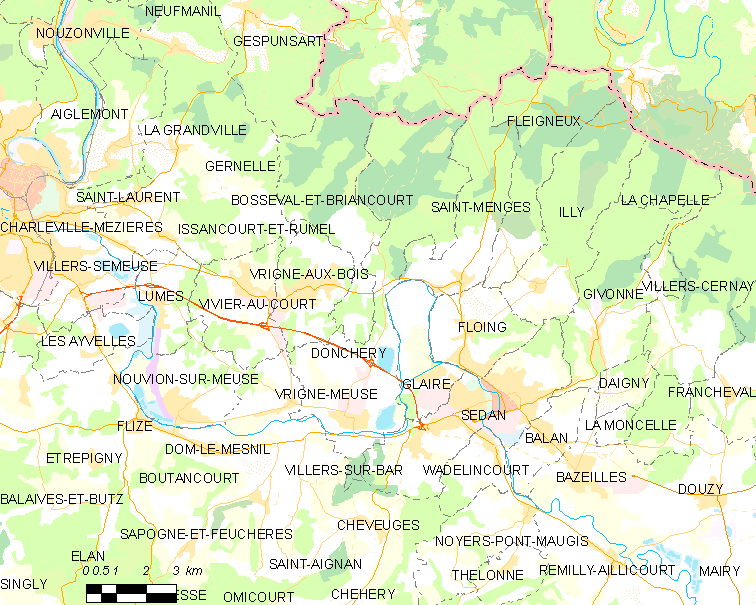
栋什里的OSM定位图

栋什里的时区为UTC+01:00、UTC+02:00（夏令时）。

## 行政
栋什里的邮政编码为08350，INSEE市镇编码为08142。

## 政治
栋什里所属的省级选区为色当第一县。

## 人口

1962-2008年间栋什里人口变化图示

栋什里于2022年1月1日时的人口数量为1989人。